# Ядерный магнетон
Магнитный момент тяжёлых частиц[прояснить] принято измерять в ядерных магнетонах, определяемых в Международной системе единиц (СИ) как {\displaystyle \mu _{\mathrm {N} }={\frac {e\hbar }{2m_{\mathrm {p} }}}}
(в системе СГС: {\displaystyle \mu _{\mathrm {N} }={\frac {e\hbar }{2m_{\mathrm {p} }c}}}), где
- {\displaystyle m_{\mathrm {p} }} — масса протона
- {\displaystyle e} — заряд электрона
- {\displaystyle \hbar } — приведённая постоянная Планка
- {\displaystyle c} — скорость света

В системе единиц СИ:
{\displaystyle \mu _{\mathrm {N} }} = 5,050 783 43(43)⋅10−27 Дж·Тл−1.
В системе единиц СГС:
{\displaystyle \mu _{\mathrm {N} }} = 5,050⋅10−24 эрг/Гс.
Эксперимент даёт для собственного магнитного момента протона значение 2,79 ядерных магнетонов, причём момент направлен по спину. 
Магнитный момент нейтрона направлен противоположно спину и равен 1,91 ядерного магнетона.